# Smederevska Ada
Smederevska Ada (serbisch für Insel von Smederevo) ist eine 6 km² große Flussinsel in Serbien.
Sie liegt in der Donau, östlich von Belgrad bei Smederevo und erreicht eine Länge von 5,8 km und eine Breite von 1,5 km. Die Insel ist stark bewaldet und unbewohnt. 2011 wurden Pläne veröffentlicht, nach denen auf der Insel ein Fünf-Sterne-Hotel errichtet werden soll.